# Pelmatellus
Genre
Pelmatellus est un genre de Coléoptères de la famille des Carabidae, comprenant une trentaine d'espèces originaires des Amériques.

## Liste des sous-genres
Selon BioLib (23 juin 2021) :
- Pelmatellus (Pelamatellopsis) Perrault, 1993
- Pelmatellus (Pelmatellus) H.W. Bates, 1882
- Pelmatellus (Thenarellus) H.W. Bates, 1882

## Liste des espèces
Selon GBIF (23 juin 2021) :
- Pelmatellus amicorum Delgado & Ruiz-Tapiador, 2020
- Pelmatellus andium Bates, 1891
- Pelmatellus balli Goulet, 1974
- Pelmatellus brachyptera Goulet, 1974
- Pelmatellus caerulescens Moret, 2005
- Pelmatellus columbiana (Reiche, 1843)
- Pelmatellus cuencana Moret, 2001
- Pelmatellus cyanescens Bates, 1882
- Pelmatellus cycnus Moret, 2001
- Pelmatellus espeletiarum Moret, 2001
- Pelmatellus gracilis Moret, 2001
- Pelmatellus inca Moret, 2001
- Pelmatellus infuscata Goulet, 1974
- Pelmatellus laticlavia Moret, 2001
- Pelmatellus leucopus (Bates, 1882)
- Pelmatellus lojana Moret, 2001
- Pelmatellus martinezi Moret, 2001
- Pelmatellus nigrita (Motschulsky, 1866)
- Pelmatellus nitescens Bates, 1882
- Pelmatellus nubicola Goulet, 1974
- Pelmatellus obesa Moret, 2001
- Pelmatellus obtusa Bates, 1882
- Pelmatellus polylepis Moret, 2001
- Pelmatellus rotundicollis Goulet, 1974
- Pelmatellus stenolophoides Bates, 1882
- Pelmatellus variipes Bates, 1891
- Pelmatellus vexator Bates, 1882

## Systématique
Le nom scientifique de ce taxon est Pelmatellus, choisi en 1882 par le naturaliste britannique Henry Walter Bates.
Les genres suivants sont synonymes de Pelmatellus selon GBIF (23 juin 2021) :
- Pelamatellopsis Perrault, 1993
- Thenarellus Bates, 1882